# Ломакс, Эрик
Эрик Сазерленд Ломакс (30 мая 1919 – 8 октября 2012) был офицером Британской армии, который был отправлен в японский лагерь для военнопленных в 1942 году. Наиболее известен по своей книге, Возмездие, которая рассказывает о его опыте до, во время, и после Второй мировой войны. Книга выиграла в 1996 году NCR Book Award и PEN/Ackerley Prize.

## Ранняя жизнь
Ломакс родился в Эдинбурге 30 мая 1919 года. Он закончил обучение в Королевской средней школе Эдинбурга в возрасте 16 лет, после был принят на государственную службу и трудоустроился на почте. 8 апреля 1936 года он стал сортировщиком и телеграфистом в Эдинбурге. 10 марта 1937 его повысили до работы в канцелярии.

## Военная служба
В 1939 году, когда ему было 19 лет, Ломакс присоединился к Королевскому корпусу связи до того, как началась Вторая мировая война. По истечении срока службы в 152-й группе подготовки офицеров, 28 декабря 1940 года он был назначен вторым лейтенантом. Ему дали служебный номер 165340. Он служил в 5-м полевом полку Королевской артиллерии.
Будучи лейтенантом, он был захвачен японцами после капитуляции Сингапура в феврале 1942 года. Он вместе с другими дальневосточными военнопленными отправился в тюрьму Чанги. Затем он был отправлен в Канчанабури в Таиланде, где был вынужден участвовать в строительстве Бирманской железной дороги. В 1943 году он и еще пять заключенных подвергались пыткам со стороны Кэмпэйтай и осуждены за "антияпонскую деятельность" после того, как в лагере было обнаружено радио, скрываемое ими. Ломакс был переведен в тюрьму на Аутрам Роуд в Сингапуре до конца войны.
12 сентября 1946 года в официальном вестнике было опубликовано, что он был упомянут в депешах "в знак признания его доблестных и выдающихся заслуг во время пребывания в плену". В 1949 году он был награжден медалью за эффективность и получил почетное звание капитана. В 1949 году он ушел из армии.

## Последующая жизнь и смерть
Не имея возможности приспособиться к гражданской жизни, Ломакс вступил в колониальную службу и был направлен на Золотое побережье (ныне Гана) до 1955 года. Изучив менеджмент, он работал в Шотландском газовом совете и Университете Стратклайда. Он ушел в отставку в 1982 году.
Ломакс был первым пациентом Медицинского фонда помощи жертвам пыток. Его последующая жизнь включала примирение с одним из его бывших мучителей, переводчиком Такаси Нагасе. Нагасе написал книгу о своем собственном опыте во время и после войны, которую назвал Crosses and Tigers, и профинансировал буддийский храм на мосту, чтобы искупить свои действия во время войны.
Смерть Ломакса в возрасте 93 лет была объявлена ВВС 8 октября 2012 года. Он умер в Берике-апон-Туиде в Нортумберленде.

## Личная жизнь
Ломакс присоединился к Стефенсоновскому паровозному обществу в 1937 году и всю жизнь продолжал интересоваться этой темой. Он женился на своей первой жене Агнес ("Нан") 20 ноября 1945 года, всего через три недели после освобождения. У них было трое детей: Линда Мэй (родилась 14 декабря 1946 года, умерла 13 декабря 1993 года), Эрик (родился 18 июня 1948 года, умер при рождении) и Шармен Кароль (родилась 17 июня 1957 года). В 1980 году Ломакс познакомился с родившейся в Великобритании канадской медсестрой Патрисией "Патти" Уоллес, которая была на 17 лет младше его. Она переехала из Канады в Соединенное Королевство в 1982 году. Ломакс бросил семью несколько месяцев спустя и женился на Патрисии в 1983 году.

## Автобиография и фильмы
Книга Ломакса Возмездие была опубликована в 1995 году. Джон Маккарти, журналист, который в течение пяти лет удерживался в Ливане в качестве заложника, описал книгу Ломакса как "экстраординарную историю пыток и примирения".
История Ломакса была сделана в телевизионной драме Би-Би-Си в 1995 году, в главной роли Джона Херта как Ломакса, Рэндалла Дука Кима в роли Нагасе и Ровены Купер в роли Патти.
В 2013 году был выпущен фильм Возмездие, срежисированный Джонатаном Теплицки. В роли Эрика Ломакса снимались Колин Ферт и Джереми Ирвин. Николь Кидман снималась в роли Патти, женщины, которая подружилась и позже вышла замуж за Ломакса.

## Другое
Он был членом совета Ассоциации Свободы.

## Внешние ссылки
- www.csmonitor.com/1995/0809/09131.html
- www.britishpathe.com/video/burma-death-railway
- Эрик Ломакс на IMDb